# Федорівка (Богодарівський старостинський округ)
Фе́дорівка —  село в Україні, у Барвінківській міській громаді Ізюмського району Харківської області. Населення становить 85 осіб. До 2020 орган місцевого самоврядування— Богодарівська сільська рада.

## Географія
Село Федорівка знаходиться на правому березі річки Лукноваха, на півночі примикає до села Надеждівка.

## Назва
Місцеві жителі називають своє село "Голівка"

## Історія
12 червня 2020 року, відповідно до Розпорядження Кабінету Міністрів України  № 725-р «Про визначення адміністративних центрів та затвердження територій територіальних громад Харківської області», увійшло до складу Барвінківської міської територіальної громади.
19 липня 2020 року, в результаті адміністративно-територіальної реформи та ліквідації Барвінківського району, село увійшло до складу Ізюмського району.

## Економіка
В селі є молочно-товарна та свино-товарна ферми.